# Пертика Алта
Пѐртика А̀лта (на италиански: Pertica Alta) е община в Северна Италия, провинция Бреша, регион Ломбардия. Разположено е на 900 m надморска височина. Населението на общината е 572 души (към 2013 г.).
 Административен център на общината е село Ливемо (Livemmo).